# ليو أورتيز
ليو أورتيز هو لاعب كرة قدم برازيلي في مركز قلب الدفاع، ولد في 3 يناير 1996 في بورتو أليغري في البرازيل. لعب مع نادي سبورت ريسيفه.

## وصلات خارجية
- ليو أورتيز على موقع إي إس بي إن إف سي (الإنجليزية)
- ليو أورتيز على موقع قاعدة بيانات كرة القدم.إي يو (الإنجليزية)
- ليو أورتيز على موقع بيانات كرة القدم. دي إي (الألمانية)
- ليو أورتيز على موقع Soccerway.com (الإنجليزية)
- ليو أورتيز على موقع عالم كرة القدم.نت (الإنجليزية)